# Ana Paula Valadão
Ana Paula Machado Valadão Bessa (Belo Horizonte, Minas Gerais, Brasil, 16 de mayo de 1976) es una cantante, compositora, de música cristiana contemporánea, también pastora, escritora y presentadora brasileña.
Ana Paula Valadão es líder y fundadora del ministerio de alabanza Diante do Trono, una de las más conocidas y renombradas bandas de música cristiana contemporánea de Brasil y del mundo, y posee también algunos proyectos en solitario. Es pastora de la Iglesia Bautista de Lagoinha, además de ser la principal compositora de la banda que lidera hace 20 años.

## Biografía
Ana Paula Valadão es hija de pastores Márcio Valadão y Renata Valadão, pastores y fundadores de la Iglesia Bautista de Lagoinha. Ella es la hermana mayor de André Valadão y Mariana Valadão. Ella comenzó su carrera musical al participar en un grupo llamado King's Kids. Su primer álbum fue Expressão de Fé, registrado por King's Kids. Algún tiempo después, participó en el coro de El-Shammah y grabó el álbum Ele Tem Sido Fiel.
La cantante estudió derecho en la Universidad Federal de Minas Gerais (UFMG), pero cerró el curso en 1996, por lo que decidió asistir al Christ for the Nations Institute (CFNI), una escuela en los Estados Unidos que pretende formar líderes de alabanza. Cuando regresó a Brasil comenzó a escribir canciones y en 1998 grabó su primer álbum titulado Diante do Trono. Su creación marcó el inicio del grupo Diante do Trono. Ana Paula se casó con el pastor Gustavo Bessa el 13 de septiembre de 2000, un año y once meses después de que se conocieron. Después luchó para concebir y retrató esta dificultad en su álbum Esperança, sobre todo en la pista del título, "Esperança". Durante la grabación de su próximo álbum, Ainda Existe Uma Cruz, Ana Paula estaba embarazada de su primer hijo Isaque Valadão Bessa, nacido el 3 de enero de 2006 y el 23 de mayo de 2009 se nace su segundo hijo, Benjamim Valadão Bessa.
El ministerio de alabanza emplazó grandes éxitos, alcanzando las paradas de éxito, así como todo público cristiano brasileño y mundial con canciones como "Manancial", "Águas Purificadoras", "Nos Braços do Pai" y "Preciso de Ti", marca registrada del grupo. La banda Diante do Trono tuvo gran influencia en la iglesia protestante brasileña, habiendo realizado grandes reuniones con público récord de más de dos millones de personas en el Campo de Marte, en San Pablo, en el año 2003 con la grabación del álbum Quero me Apaixonar.
En agosto de 2009, Ana Paula y su familia se mudaron a Dallas en los Estados Unidos donde su esposo continuó sus estudios ministeriales. Pero el cantante explicó en la web oficial de Diante do Trono, que decidió que no iba a dejar la banda y seguiría apareciendo en todos los principales eventos del grupo. En mayo de 2011 la familia regresó a Brasil.
Ana Paula Valadão ha recibido más de 25 premios en nombre de su grupo. En 2004, de las 8 nominaciones que se presentaron para Troféu Talento ganó 7, y también fue nominado por los premios en diversas categorías en los 38th GMA Dove Awards para el álbum In The Father's Arms, a pesar de que ganó ninguno. El Diante do Trono ha viajado a varios países de América, Europa, Oriente Medio, África y Asia. A lo largo de su historia, Ana Paula se ha mantenido la cabeza de los ministerios, las composiciones y las organizaciones del grupo.
En julio de 2012, Ana Paula Valadão fue considerado uno de los brasileños 100 más importantes de todos los tiempos por la cadena de televisión brasileña SBT en colaboración con la BBC, donde a través de Internet al público sugerido nombres de personas que deben tenerse en cuenta los grandes iconos de Brasil. Ana Paula ha ocupado la posición 97 y participó en el programa O Maior Brasileiro de Todos os Tempos, cantando en la televisión nacional brasileña.
En septiembre de 2015, Ana Paula Valadão fue invitada por la Embajada Cristiana de Jerusalén para ministrar en la Fiesta de los Tabernáculos, en el desierto de Ein-Gedi. En el evento, estuvieron presentes representantes de 95 naciones, la cantante participó representando a Brasil y América Latina. Anteriormente, el mismo año, la cantante había sido invitada a participar en la conferencia global Empowered21 realizada también en Israel. A finales de 2015, Ana Paula y su familia se mudaron nuevamente a Dallas, donde la cantante actúa como profesora en la CFNI y pastora de adoración en Gateway Church y su marido, Gustavo Bessa realiza su doctorado en teología. En ese nuevo período, la cantante ha impartido en diversos cultos y conferencias por Estados Unidos, como en la IHOP-KC, en la Universidad Oral Roberts, entre otras. También ha participado en temas de televisión de TV7, TBN Israel, CBN News y Daystar Television Network.

## Diante do Trono
Valadão es el líder y cantante principal del ministerio de adoración Diante do Trono desde 1997, cuando se fundó en la Iglesia de Lagoinha. La banda ha vendido más de 15 millones de álbumes, ha recibido más de 32 premios y es considerada internacionalmente como el mayor ministerio de adoración en América Latina y uno de los mayores del mundo. El Diante do Trono ha atraído a más de 7 millones de personas solo en sus grabaciones anuales.

## Discografía
Álbumes como solista
- Aclame ao Senhor (2000)
- As Fontes do Amor (2009)

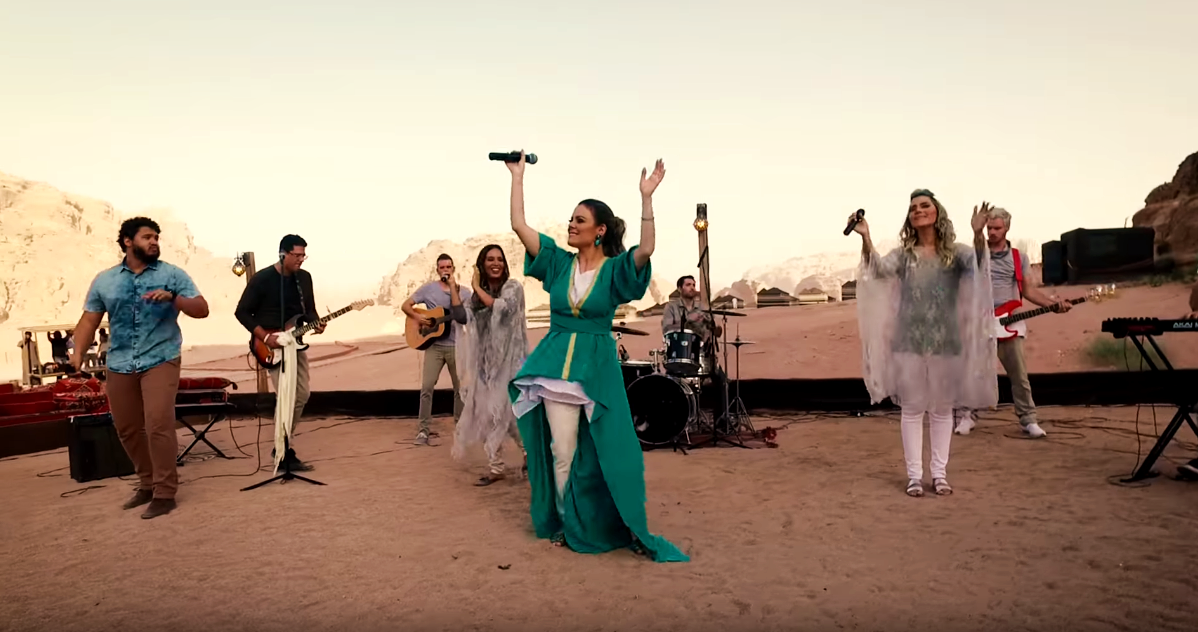
Ana Paula Valadão y su banda Diante do Trono.

- Ana Paula Valadão Live In Finland (2010)

con El-Shammah
- Ele Tem Sido Fiel (1997)

con Diante do Trono
- Diante do Trono (1998)
- Exaltado (1999)
- Águas Purificadoras (2000)
- Preciso de Ti (2001)
- Nos Braços do Pai (2002)
- Quero Me Apaixonar (2003)
- Esperança (2004)
- Ainda Existe Uma Cruz (2005)
- Por Amor de Ti, Oh Brasil (2006)
- Príncipe da Paz (2007)
- A Canção do Amor (2008)
- Tua Visão (2009)
- Aleluia (2010)
- Sol da Justiça (2011)
- Creio (2012)
- Tu Reinas (2014)
- Tetelestai (2015)
- Deserto de Revelação (2017)
- Outra Vez (2019)

con Crianças Diante do Trono
- Crianças Diante do Trono (2002)
- Amigo de Deus (2003)
- Quem é Jesus? (2004)
- Vamos Compartilhar (2005)
- A Arca de Noé (2006)
- Samuel, O Menino Que Ouviu Deus (2007)
- Para Adorar ao Senhor (2008)
- Amigos do Perdão (2010)
- Davi (2012)
- Renovo Kids (2015)
- DT Babies (2016)

Otros álbumes con Diante do Trono
- Aclame ao Senhor (con Hillsong) (2000)
- Shalom Jerusalém (con Paul Wilbur) (2000)
- Brasil Diante do Trono (2002)
- In the Father's Arms (2006)
- En los Brazos del Padre (2006)
- Sem Palavras (2006)
- Tempo de Festa (2007)
- Com Intensidade (2008)
- Glória a Deus (con Gateway Worship) (2012)
- Global Project: Português (con Hillsong) (2012)
- Renovo (2013)
- Deus Reina (con Gateway Worship) (2015)
- Pra Sempre Teu (con Gateway Worship) (2016)
- Imersão (2016)
- Muralhas (con Gateway Worship) (2017)
- Imersão 2 (2017)
- Eu e a Minha Casa (2018)
- Imersão 3 (2019)

con Nations Before the Throne
- Suomi Valtaistuimen Edessä (2012)
- Läpimurto (2014)
- Deutschland Vor Dem Thron (2015)